# Gottfried Schramm (Historiker)
Gottfried Schramm (* 11. Januar 1929 in Heidelberg; † 26. Oktober 2017 in Freiburg im Breisgau) war ein deutscher Historiker, der schwerpunktmäßig die Geschichte Osteuropas erforschte. Von 1965 bis 1994 lehrte er als Professor für Neuere und osteuropäische Geschichte an der Universität Freiburg. Seine Forschungsschwerpunkte waren vor allem die Reformationszeit in Polen, die Geschichte der Juden in Osteuropa sowie Russland im 19. und 20. Jahrhundert.

## Leben
Sein Vater war der Historiker Percy Ernst Schramm, der zu den bedeutendsten deutschen Historikern des 20. Jahrhunderts gehörte. Seine Mutter war die sozialdemokratische Landtagsabgeordnete Ehrengard Schramm, geborene von Thadden, die Schwester der im September 1944 hingerichteten Widerstandskämpferin Elisabeth von Thadden und von Reinold von Thadden, des Gründungspräsidenten des Deutschen Evangelischen Kirchentags. Aus der Ehe von Percy Ernst und Ehrengard Schramm gingen neben Gottfried Schramm zwei weitere Kinder hervor, der älteste Sohn Jost Schramm wurde Architekt und der jüngste Sohn Ingenieur. Gottfried Schramm wurde in Heidelberg geboren und wuchs in Göttingen auf. Im März 1945 leistete Schramm Reichsarbeitsdienst. Schramm legte 1946 am Humanistischen Gymnasium in Göttingen das Abitur ab.
In den Jahren 1948 bis 1952 studierte er an den Universitäten Göttingen, Tübingen und Erlangen die Fächer Germanistik, Geschichte (u. a. bei Reinhard Wittram) und Slawistik. Im Selbststudium brachte er sich mehrere slawische Sprachen bei. In Göttingen legte er 1952 das Lehramts-Staatsexamen in Deutsch, Geschichte und Latein ab. Ein Jahr später wurde er ebenfalls in Göttingen mit einer altgermanistischen Arbeit über zweigliedrige germanische Personennamen promoviert. Nach Studienmonaten in Paris war er für zweieinhalb Jahre als Lehrer und Internatserzieher an der Schule Birklehof in Hinterzarten im Schwarzwald tätig. Daraufhin wandte sich Schramm wieder der Wissenschaft zu. Am Mainzer Institut für Europäische Geschichte war er von 1957 bis 1959 als Stipendiat tätig und begann in dieser Zeit seine Habilitationsschrift. An der Universität Marburg war Schramm drei Jahre lang Assistent von Peter Scheibert. Nach einem DFG-Stipendium und einem von der UNESCO geförderten Aufenthalt in Warschau erfolgte 1964 in Marburg seine Habilitation mit der Schrift Der polnische Adel und die Reformation 1548–1607.
Von 1965 bis 1994 war er Inhaber des Lehrstuhls für Neuere und osteuropäische Geschichte an der Albert-Ludwigs-Universität Freiburg. Dabei lag der Schwerpunkt in der Lehre auf Russland, vor allem vom Krimkrieg bis hin zu Stalin. Viermal wurde Schramm Geschäftsführender Direktor des Historischen Seminars. Schramm wurde 1970 Prorektor. Von 1971 bis 1994 leitete und gestaltete er „das Studium generale“. Von 1974 bis zu seinem Tod 2017 war er Herausgeber der Freiburger Universitätsblätter. Dabei führte er eine grundlegende Neuerung bei der Gestaltung der Freiburger Universitätsblätter ein. Drei von vier Heften widmeten sich einem interdisziplinär behandelbaren Thema, während das vierte Heft besonders wissenschaftliche oder auch universitätsgeschichtliche Beiträge beinhaltete. Seine Abschiedsvorlesung in Freiburg hielt er über Stanisław Antoni Poniatowski, den letzten König Polens. Auch nach seiner Emeritierung lehrte er in den Jahren 1994 bis 2002 weiter in Freiburg. Als akademischer Lehrer betreute er 35 Dissertationen. Zu seinen bedeutendsten akademischen Schülern gehörten unter anderem Joachim Bahlcke, Márta Fata, Jörg Ganzenmüller, Heiko Haumann, Jürgen Kloosterhuis, Heinz-Dietrich Löwe, Christoph von Marschall, Stefan Plaggenborg, Joachim von Puttkamer, Heinz Schilling und Michael Schmidt-Neke.
Er war mit der im Juli 2011 verstorbenen Unternehmerin Ellen Gottlieb-Schramm verheiratet. Schramm starb im Oktober 2017 im Alter von 88 Jahren in Freiburg. Er wurde auf dem Friedhof Bergäcker in Freiburg-Littenweiler beigesetzt.

## Forschungsschwerpunkte
Seine Arbeitsschwerpunkte waren die Kirchen- und Verfassungsgeschichte Polens, insbesondere die Reformationszeit in Polen, die Geschichte der „Ostjuden“ sowie Russland im 19. und 20. Jahrhundert. In seinen Arbeiten über die Frühgeschichte Ost- und Südosteuropas bis zum 10. Jahrhundert berücksichtigte Schramm neben schriftlichen und archäologischen Quellen auch die Namenkunde. Aus dem Sprachwandel rekonstruierte Schramm politische und historisch bedeutsame Herrschaftsverhältnisse. Schramm suchte den Zugang zur Geschichte Russlands über das Werk der großen russischen Dichter von Puschkin bis Gorki. Dabei wollte Schramm zeigen, ob „literarische Werke zu der Wirklichkeit stimmen“ und wie „die russischen Meister Wirklichkeit wahrnahmen und in Kunst umsetzten“. Mit Klaus Zernack gab Schramm das dreibändige Handbuch der Geschichte Russlands heraus. 
Als einer der wenigen Osteuropahistoriker in Deutschland suchte Schramm im Zeitalter des Kalten Krieges den inhaltlichen Austausch mit sowjetischen Forschern. Schramm vertrat in seiner 1994 veröffentlichten Arbeit über die Anfänge des albanischen Christentums die These, dass die Albaner von den thrakischen Bessen abstammen. Mit seiner These verfolgte Schramm das Ziel: „es könne den Leuten helfen, wenn sie richtiger als bisher erführen, woher sie kommen“.
Sein im Jahr 2004 veröffentlichtes Werk Fünf Wegscheiden der Weltgeschichte. Ein Vergleich war für Schramm selbst sein wichtigstes Buch. Darin verglich Schramm fünf Ereignisse, genannt Wegscheiden, und ordnete sie dem gleichen Krisentyp zu. 1) Das Auftreten Moses und die Entstehung des biblischen Monotheismus aus dem Sonnenkult Echnatons, 2) die Abspaltung des Christenglaubens vom Judentum, 3) der Durchbruch der Reformation in Mitteleuropa als Ausgang des Protestantismus aus der katholischen Kirche, 4) der Abfall der dreizehn nordamerikanischen Kolonien von der britischen Kolonialherrschaft und 5) die Radikalisierung der sozialreformerischen Strömung zwischen 1860 und 1880, aus der schließlich der Kommunismus hervorging. Schramm sah die strukturelle Übereinstimmung dieser fünf Wegscheiden darin, dass sich aus einer älteren Tradition eine neue Strömung abzweigt und dann neben jener herläuft.

## Ehrungen und Mitgliedschaften
Für seine Forschungen wurden ihm einige Ehrungen zugesprochen. Im Jahr 1990 wurde ihm die Universitätsmedaille der Universität Freiburg und 1999 das Offizierskreuz des Ordens Polonia Restituta verliehen. Im Jahre 2009 erhielt er den Reuchlin-Preis der Stadt Pforzheim, der auf Vorschlag der Heidelberger Akademie der Wissenschaften in zweijährigem Rhythmus für herausragende deutschsprachige Arbeiten auf dem Gebiet der Geisteswissenschaften verliehen wird. Er war auswärtiges Mitglied der Polnischen Akademie der Gelehrsamkeit in Krakau. Schramm war Mitherausgeber der Jahrbücher für Geschichte Osteuropas.
Schramm war langjähriges Mitglied der SPD. Aus der Partei trat er wegen seiner Ablehnung der Studiengebühren und der Türkeipolitik Anfang 2004 wieder aus.

## Schriften (Auswahl)
Monographien
- Namenschatz und Dichtersprache. Studien zu den zweigliedrigen Personennamen der Germanen (= Ergänzungshefte zur Zeitschrift für vergleichende Sprachforschung auf dem Gebiet der indogermanischen Sprachen. Nr. 15, ZDB-ID 545165-6). Vandenhoeck & Ruprecht, Göttingen 1957 (Zugleich: Göttingen, Universität, Dissertation, 1953, Digitalisat).
- Der polnische Adel und die Reformation 1548–1607 (= Veröffentlichungen des Instituts für Europäische Geschichte, Mainz. Bd. 36, ISSN 0537-7919). Steiner, Wiesbaden 1965 (Zugleich: Mainz, Universität, Habilitations-Schrift, 1964).
- Nordpontische Ströme. Namenphilologische Zugänge zur Frühzeit des europäischen Ostens. Vandenhoeck & Ruprecht, Göttingen 1973, ISBN 3-525-26117-9 (In russischer Sprache und kyrillischer Schrift: Реки Северного Причерноморья. Историко-филологическое исследование их названий в ранних веках (= Взгляд Издалека. Bd. 1). Eastern Communications, Москва 1997).
- Eroberer und Eingesessene. Geografische Lehnnamen als Zeugen der Geschichte Südosteuropas im ersten Jahrtausend n. Chr. Hiersemann, Stuttgart 1981, ISBN 3-7772-8126-3.
- Ein Damm bricht. Die römische Donaugrenze und die Invasion des 5.–7. Jahrhunderts im Lichte von Namen und Wörtern (= Südosteuropäische Arbeiten. Bd. 100). Oldenbourg, München 1997, ISBN 3-486-56262-2 (Teilübersetzung in die rumänische Sprache: Destine timpurii ale românilor. Opt teze referitoare la localizarea continuităţii latine în Europa Sud-Est. Komp-Press, Cluj-Napoca 2006, ISBN 973-9373-69-0).
- Anfänge des albanischen Christentums. Die frühe Bekehrung der Bessen und ihre langen Folgen (= Rombach Wissenschaften. Reihe Historiae. Bd. 4). Rombach, Freiburg (Breisgau) 1994, ISBN 3-7930-9083-3 (Digitalisat; 2., aktualisierte und erweiterte Auflage. ebenda 1999; in albanischer Sprache: Fillet e krishterimit shqiptar. Konvertimi i hershëm i besëve dhe pasojat e tij të gjata. Albanisches Institut, St. Gallen 2006, ISBN 3-9523077-2-6 (Übersetzt nach der Ausgabe 1999)).
- Altrußlands Anfang. Historische Schlüsse aus Namen, Wörtern und Texten zum 9. und 10. Jahrhundert (= Rombach Wissenschaften. Reihe Historiae. Bd. 12). Rombach, Freiburg (Breisgau) 2002, ISBN 3-7930-9268-2.
- Fünf Wegscheiden der Weltgeschichte. Ein Vergleich. Vandenhoeck und Ruprecht, Göttingen 2004, ISBN 3-525-36730-9 (In polnischer Sprache: Pięć rozdroży w dziejach świata. Porównanie. Państwowy Instytut Wydawniczy, Warschau 2009, ISBN 978-83-06-03190-4; in tschechischer Sprache: Dějiny a řády života. Pět rozhodujících zlomů světových dějin. Sociologické Nakladatelství, Prag 2012, ISBN 978-80-7419-098-8; in chinesischer Sprache und Schrift: 世界历史的五个岔路口. 人民出版社, 北京 2014, ISBN 978-7-01-013814-5; in englischer Sprache: Five partings of way in world history. A comparison. Lang-Edition, Frankfurt am Main 2014, ISBN 978-3-631-64429-4).
- Slawisch im Gottesdienst. Kirchenwortschatz und neue Schriftsprachen auf dem Weg zu einem christlichen Südosteuropa (= Südosteuropäische Arbeiten. Bd. 129). Oldenbourg, München 2006, ISBN 3-486-58045-0.
- Von Puschkin bis Gorki. Dichterische Wahrnehmungen einer Gesellschaft im Wandel (= Rombach Wissenschaften. Reihe Litterae. Bd. 159). Rombach, Freiburg (Breisgau) u. a. 2008, ISBN 978-3-7930-9530-9.
- Polska w dziejach Europy środkowej. Studia (= Poznańska biblioteka niemiecka. Bd. 31). Übersetzt von Ewa Płomińska-Krawiec. Wydawnictwo Poznańskie, Posen 2010, ISBN 978-83-7177-730-1 (= Gesammelte Aufsätze zur polnischen Geschichte. Polen in der Geschichte Mitteleuropas. Studien).
- Versäumte Begegnungen. Rombach, Freiburg (Breisgau) u. a. 2012, ISBN 978-3-79309683-2.

Herausgeberschaften
- 1856–1945. Von den autokratischen Reformen zum Sowjetstaat (= Handbuch der Geschichte Russlands. Bd. 3, Halb-Bde. 1–2). Hiersemann, Stuttgart 1983–1992, ISBN 3-7772-8326-6 (Halbbd. 1), ISBN 3-7772-9238-9 (Halbbd. 2).